# فاروق كايزر
فاروق كايزر (بالإنجليزية: Faruk Kaiser)‏ هو كاتب أغاني وشاعر هندي، ولد في 6 يونيو 1918، وتوفي في 10 نوفمبر 1987.

## وصلات خارجية
- فاروق كايزر على موقع IMDb (الإنجليزية)
- فاروق كايزر على موقع ميوزك برينز (الإنجليزية)
- فاروق كايزر على موقع ديسكوغز (الإنجليزية)